# Rugby sevens nos Jogos Pan-Americanos de 2015 - Masculino
O torneio masculino de rugby sevens nos Jogos Pan-Americanos de 2015 foi realizado nos dias 11 e 12 de julho no Estádio de Exposições. Oito equipes participaram do evento.

## Medalhistas
|  | CAN Canadá |  | ARG Argentina |  | USA Estados Unidos |
|  | Sean White Admir Cejvanovic Michel Fuailefau John Moonlight Conor Trainor Sean Duke Phil Mack Justin Douglas Nathan Hirayama Lucas Hammond Harry Jones Matthews Mullins |  | Fernando Luna Santiago Álvarez Germán Schulz Nicolás Bruzzone Emiliano Boffelli Gastón Revol Bautista Ezcurra Rodrigo Etchart Franco Sabato Juan Tuculet Ramiro Finco Axel Muller Aranda |  | Carlin Isles Patrick Blair Brett Thompson Garrett Bender Mike Te'o Stephen Tomasin Will Holder Ben Leatigaga Nate Augspurger Madison Hughes Perry Baker Martin Iosefo |

## Formato
As oito equipes foram divididas em dois grupos de quatro equipes. Cada equipe enfrentou as outras no mesmo grupo, totalizando três jogos. A classificação dentro dos grupos determinou os cruzamentos para as quartas de final, onde os vencedores se classificaram para as semifinais e as perdedoras para jogos de classificação do quinto ao oitavo lugar. Nas semifinais, as vencedoras disputaram a medalha de ouro e as perdedoras a de bronze.

## Primeira fase
|  | Equipes classificadas à fase final |

Todas as partidas seguem o fuso horário local (UTC−5).

### Grupo A
| Seleção            | P | J | V | E | D | PF  | PC  | +/-  |
| ------------------ | - | - | - | - | - | --- | --- | ---- |
| USA Estados Unidos | 9 | 3 | 3 | 0 | 0 | 126 | 7   | +119 |
| URU Uruguai        | 7 | 3 | 2 | 0 | 1 | 54  | 69  | –15  |
| CHI Chile          | 5 | 3 | 1 | 0 | 2 | 62  | 46  | +16  |
| MEX México         | 3 | 3 | 0 | 0 | 3 | 0   | 120 | –120 |

| 11 de junho 11:11 |           |       |                                |
| Estados Unidos    | 26 – 7    | Chile | Estádio de Exposições, Toronto |
|                   | Relatório |       | Estádio de Exposições, Toronto |

| 11 de junho 11:33 |           |        |                                |
| Uruguai           | 34 – 0    | México | Estádio de Exposições, Toronto |
|                   | Relatório |        | Estádio de Exposições, Toronto |

| 11 de junho 16:05 |           |        |                                |
| Estados Unidos    | 48 – 0    | México | Estádio de Exposições, Toronto |
|                   | Relatório |        | Estádio de Exposições, Toronto |

| 11 de junho 16:27 |           |       |                                |
| Uruguai           | 20 – 17   | Chile | Estádio de Exposições, Toronto |
|                   | Relatório |       | Estádio de Exposições, Toronto |

| 11 de junho 18:49 |           |        |                                |
| Chile             | 38 – 0    | México | Estádio de Exposições, Toronto |
|                   | Relatório |        | Estádio de Exposições, Toronto |

| 11 de junho 19:11 |           |         |                                |
| Estados Unidos    | 52 – 0    | Uruguai | Estádio de Exposições, Toronto |
|                   | Relatório |         | Estádio de Exposições, Toronto |

### Grupo B
| Seleção       | P | J | V | E | D | PF | PC  | +/-  |
| ------------- | - | - | - | - | - | -- | --- | ---- |
| ARG Argentina | 9 | 3 | 3 | 0 | 0 | 81 | 14  | +67  |
| CAN Canadá    | 7 | 3 | 2 | 0 | 1 | 78 | 35  | +43  |
| BRA Brasil    | 5 | 3 | 1 | 0 | 2 | 52 | 50  | +2   |
| GUY Guiana    | 3 | 3 | 0 | 0 | 3 | 5  | 117 | –112 |

| 11 de junho 11:55 |           |        |                                |
| Argentina         | 19 – 7    | Brasil | Estádio de Exposições, Toronto |
|                   | Relatório |        | Estádio de Exposições, Toronto |

| 11 de junho 12:17 |           |        |                                |
| Canadá            | 45 – 0    | Guiana | Estádio de Exposições, Toronto |
|                   | Relatório |        | Estádio de Exposições, Toronto |

| 11 de junho 16:49 |           |        |                                |
| Argentina         | 41 – 0    | Guiana | Estádio de Exposições, Toronto |
|                   | Relatório |        | Estádio de Exposições, Toronto |

| 11 de junho 17:11 |           |        |                                |
| Canadá            | 26 – 14   | Brasil | Estádio de Exposições, Toronto |
|                   | Relatório |        | Estádio de Exposições, Toronto |

| 11 de junho 19:33 |           |        |                                |
| Brasil            | 31 – 5    | Guiana | Estádio de Exposições, Toronto |
|                   | Relatório |        | Estádio de Exposições, Toronto |

| 11 de junho 19:55 |           |        |                                |
| Argentina         | 21 – 7    | Canadá | Estádio de Exposições, Toronto |
|                   | Relatório |        | Estádio de Exposições, Toronto |

## Fase final
|  | Quartas de final    | Quartas de final    |                     |         | Semifinais     | Semifinais     |  |  | Final               | Final |
|  |                     |                     |                     |         |                |                |  |  |                     |       |
|  | 12 de julho – 11:10 |                     |                     |         |                |                |  |  |                     |       |
|  |                     |                     |                     |         |                |                |  |  |                     |       |
|  | Estados Unidos      | 31                  |                     |         |                |                |  |  |                     |       |
|  | Estados Unidos      | 31                  | 12 de julho – 16:49 |         |                |                |  |  |                     |       |
|  | Guiana              | 0                   |                     |         |                |                |  |  |                     |       |
|  | Guiana              | 0                   | Estados Unidos      | 19      |                |                |  |  |                     |       |
|  | 12 de julho – 11:36 |                     | Estados Unidos      | 19      |                |                |  |  |                     |       |
|  |                     | Canadá              | 26                  |         |                |                |  |  |                     |       |
|  | Canadá              | Canadá              | 26                  | 17      |                |                |  |  |                     |       |
|  | Canadá              |                     | 12 de julho – 19:59 | 17      |                |                |  |  |                     |       |
|  | Chile               | 12                  |                     |         |                |                |  |  |                     |       |
|  | Chile               | 12                  | Canadá              | 22      |                |                |  |  |                     |       |
|  | 12 de julho – 11:55 |                     | Canadá              | 22      |                |                |  |  |                     |       |
|  |                     | Argentina           | 19                  |         |                |                |  |  |                     |       |
|  | Uruguai             | Argentina           | 19                  | 12      |                |                |  |  |                     |       |
|  | Uruguai             | 12 de julho – 17:11 |                     | 12      |                |                |  |  |                     |       |
|  | Brasil              | 5                   |                     |         |                |                |  |  |                     |       |
|  | Brasil              | 5                   | Uruguai             | 7       | Terceiro lugar | Terceiro lugar |  |  |                     |       |
|  | 12 de julho – 12:17 |                     | Uruguai             | 7       | Terceiro lugar | Terceiro lugar |  |  |                     |       |
|  |                     | Argentina           | 43                  |         |                |                |  |  |                     |       |
|  | Argentina           | Argentina           | 43                  | 53      | Estados Unidos | 40             |  |  |                     |       |
|  | Argentina           |                     |                     | 53      | Estados Unidos | 40             |  |  |                     |       |
|  | México              | 0                   |                     | Uruguai | 12             |                |  |  |                     |       |
|  | México              | 0                   |                     |         | 12             |                |  |  |                     |       |
|  |                     |                     |                     |         |                |                |  |  | 12 de julho – 19:34 |       |
|  |                     |                     |                     |         |                |                |  |  |                     |       |

### Quartas de final
| 12 de junho 11:10 |           |        |                                |
| Estados Unidos    | 31 – 0    | Guiana | Estádio de Exposições, Toronto |
|                   | Relatório |        | Estádio de Exposições, Toronto |

| 12 de junho 11:36 |           |       |                                |
| Canadá            | 17 – 12   | Chile | Estádio de Exposições, Toronto |
|                   | Relatório |       | Estádio de Exposições, Toronto |

| 12 de junho 11:55 |           |        |                                |
| Uruguai           | 12 – 5    | Brasil | Estádio de Exposições, Toronto |
|                   | Relatório |        | Estádio de Exposições, Toronto |

| 12 de junho 12:17 |           |        |                                |
| Argentina         | 53 – 0    | México | Estádio de Exposições, Toronto |
|                   | Relatório |        | Estádio de Exposições, Toronto |

### Classificação 5º–8º lugar
|  | Classificação 5º–8º lugar | Classificação 5º–8º lugar |   |                     | 5º lugar            | 5º lugar |  |
|  |                           |                           |   |                     |                     |          |  |
|  | 12 de julho – 16:05       |                           |   |                     |                     |          |  |
|  | Guiana                    | 0                         |   |                     |                     |          |  |
|  | Chile                     | 31                        |   |                     |                     |          |  |
|  |                           |                           |   |                     |                     |          |  |
|  |                           |                           |   |                     | 12 de julho – 19:12 |          |  |
|  |                           |                           |   |                     | Chile               | 12       |  |
|  |                           | Brasil                    | 7 |                     |                     |          |  |
|  |                           |                           |   |                     |                     |          |  |
|  |                           |                           |   |                     |                     |          |  |
|  |                           |                           |   |                     | 7º lugar            |          |  |
|  | 12 de julho – 16:27       | 12 de julho – 16:27       |   | 12 de julho – 18:50 | 12 de julho – 18:50 |          |  |
|  | Brasil                    | 14                        |   | Guiana              | 26                  |          |  |
|  | México                    | 7                         |   |                     | México              | 22       |  |

| 12 de junho 16:05 |           |       |                                |
| Guiana            | 0 – 31    | Chile | Estádio de Exposições, Toronto |
|                   | Relatório |       | Estádio de Exposições, Toronto |

| 12 de junho 16:27 |           |        |                                |
| Brasil            | 14 – 7    | México | Estádio de Exposições, Toronto |
|                   | Relatório |        | Estádio de Exposições, Toronto |

### Semifinais
| 12 de junho 16:49 |           |        |                                |
| Estados Unidos    | 19 – 26   | Canadá | Estádio de Exposições, Toronto |
|                   | Relatório |        | Estádio de Exposições, Toronto |

| 12 de junho 17:11 |           |           |                                |
| Uruguai           | 7 – 43    | Argentina | Estádio de Exposições, Toronto |
|                   | Relatório |           | Estádio de Exposições, Toronto |

### Disputa pelo 7º lugar
| 12 de junho 18:50 |           |        |                                |
| Guiana            | 26 – 22   | México | Estádio de Exposições, Toronto |
|                   | Relatório |        | Estádio de Exposições, Toronto |

### Disputa pelo 5º lugar
| 12 de junho 19:12 |           |        |                                |
| Chile             | 12 – 7    | Brasil | Estádio de Exposições, Toronto |
|                   | Relatório |        | Estádio de Exposições, Toronto |

### Disputa pelo bronze
| 12 de junho 19:34 |           |         |                                |
| Estados Unidos    | 40 – 12   | Uruguai | Estádio de Exposições, Toronto |
|                   | Relatório |         | Estádio de Exposições, Toronto |

### Final
| 12 de junho 19:59 |           |           |                                |
| Canadá            | 22 – 19   | Argentina | Estádio de Exposições, Toronto |
|                   | Relatório |           | Estádio de Exposições, Toronto |

## Classificação final
| Pos.              | Equipe             | Campanha | Campanha | Campanha |
| Pos.              | Equipe             | V        | E        | D        |
| ----------------- | ------------------ | -------- | -------- | -------- |
| Medalha de ouro   | CAN Canadá         | 5        | 0        | 1        |
| Medalha de prata  | ARG Argentina      | 5        | 0        | 1        |
| Medalha de bronze | USA Estados Unidos | 5        | 0        | 1        |
| 4                 | URU Uruguai        | 3        | 0        | 3        |
| 5                 | CHI Chile          | 3        | 0        | 3        |
| 6                 | BRA Brasil         | 2        | 0        | 4        |
| 7                 | GUY Guiana         | 1        | 0        | 5        |
| 8                 | MEX México         | 0        | 0        | 6        |